# Weihwasserbecken (Échillais)

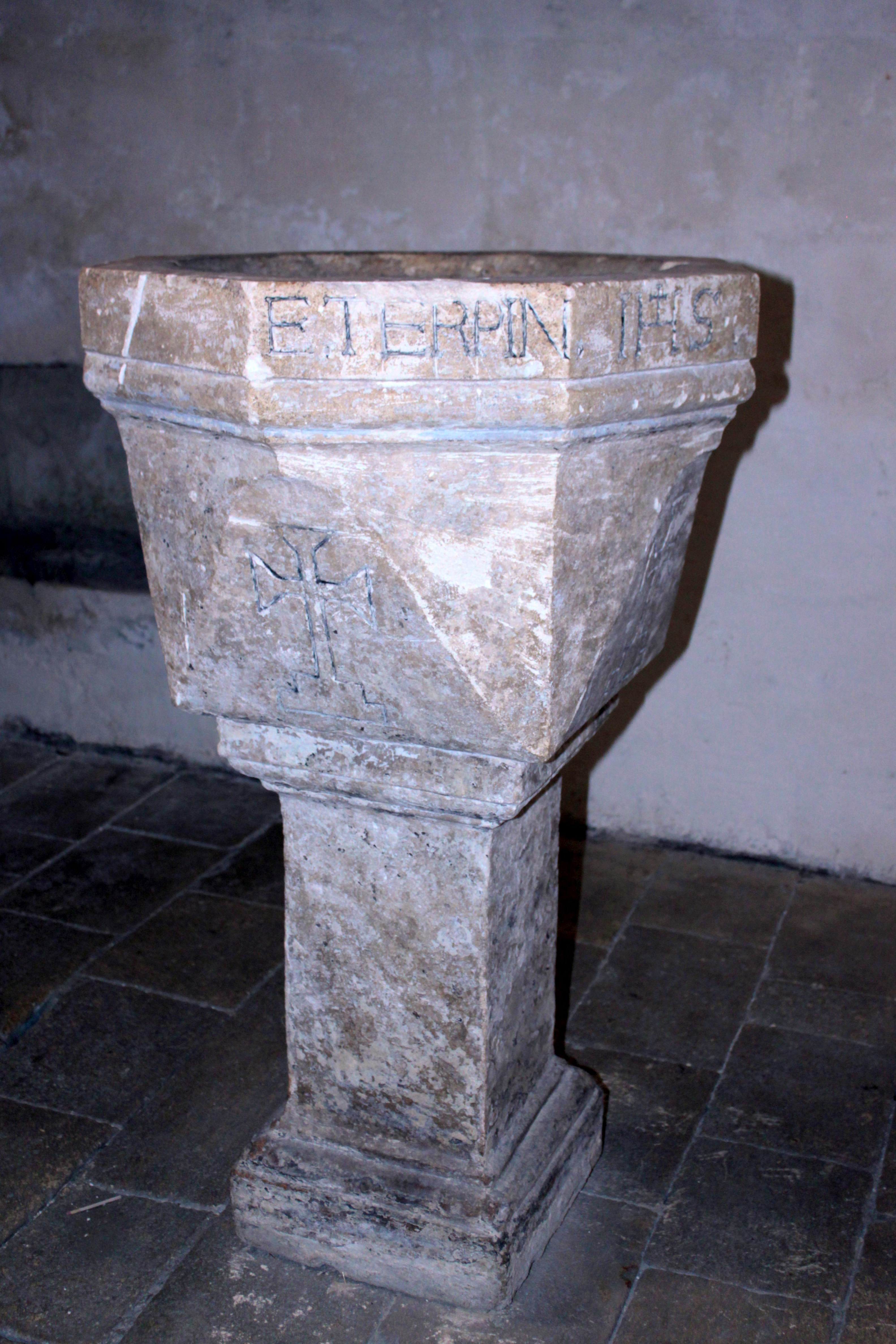
Weihwasserbecken in Échillais

Das Weihwasserbecken in der Kirche Notre-Dame in Échillais, einer französischen Gemeinde im Département Charente-Maritime der Region Nouvelle-Aquitaine, wurde 1667 geschaffen.
Im Jahr 1985 wurde das Weihwasserbecken als Monument historique in die Liste der geschützten Objekte (Base Palissy) in Frankreich aufgenommen.
Das Weihwasserbecken aus Stein steht auf einem rechteckigen Sockel und einem schlankeren Schaft. Das achteckige Becken trägt am oberen Rand die Inschrift: „1667. Don de Etienne TURPIN chirurgien.“